# Мамушеве
Мамушеве (до 2016 року — Красний Луч) — село в Україні, у Зимогір'ївській міській громаді Алчевського району Луганської області. Населення становить 941 особа. До 2020 - орган місцевого самоврядування — Родаківська селищна рада.
Знаходиться на тимчасово окупованій території України. 
Відповідно до Розпорядження Кабінету Міністрів України від 12 червня 2020 року № 717-р «Про визначення адміністративних центрів та затвердження територій територіальних громад Луганської області» увійшло до складу Зимогір'ївської міської громади.

## Географія
Село розташоване на правому березі річки Лугань. Сусідні населені пункти: Новодачне на північному заході, місто Зимогір'я на заході (обидва вище за течією Лугані); селища Лотикове на південному заході, Родакове, Юр'ївка і Біле на півдні, села Гайове і Весела Тарасівка на південному сході; села Замостя, Говоруха, Сабівка на сході, Новоселівка на північному сході (всі чотири нижче за течією Лугані) ; Суходіл (на лівому березі Лугані) на півночі.